# RuBisCO
La ribulosa-1,5-bisfosfat carboxilasa/oxigenasa, coneguda habitualment amb el sobrenom de RuBisCo, és un enzim (EC 4.1.1.39) que participa en el cicle de Calvin catalitzant el primer pas principal en la fixació del carboni. Aquest procés permet que els àtoms de diòxid de carboni de l'atmosfera passin als organismes en forma de molècules riques en energia com ara la sacarosa. La RuBisCO catalitza tant la carboxilació (amb CO₂) com l'oxigenació (amb O₂) de la ribulosa-1,5-difosfat (RuBP).
La RuBisCO és molt important en termes biològics perquè, com s'ha comentat, és central en la reacció química més comuna que permet l'entrada de carboni inorgànic a la biosfera. Es tracta també de la proteïna més habitual a les fulles, i possiblement és la proteïna més abundant de la Terra. La RuBisCO sempre treballa amb llum, si no no pot funcionar.

## Història
Durant els anys 1950, es va descobrir formalment la fotorespiració, gràcies als analitzadors infrarojos de gas aplicats als estudis d'intercanvi de gasos en plantes.
A finals dels anys 60, Bill Ogren va provar que existeix una competència entre l'O₂ i el CO₂ a la fotosíntesi, de manera que totes dues molècules competeixen per l'enzim encarregat de fixar el CO₂, que en aquell moment, s'anomenava ribulosa-1,5-bifosfat carboxilasa. Però va ser l'any 1971, que va comprovar, juntament amb el seu estudiant Georges Bowes, que l'enzim també té activitat d'oxigenasa, de manera que va passar a anomenar-se ribulosa-1,5-bifosfat carboxilasa oxigenasa, més comunament coneguda com a RuBisCO. No obstant, actualment hi ha moltes formes diverses d'anomenar-la: Carboxilasa, ribulosa difosfat (9CI); Carboxidismutasa; D-Ribulosa 1,5-bifosfat carboxilasa; D-Ribulosa 1,5-difosfat carboxilasa; D-Ribulosa-1,5-bisfosfat carboxilasa; Difosforibulosa carboxilasa; Ribulosa 1,5-bisfosfat carboxilasa; Ribulosa 1,5-bisfosfat carboxilasa-oxigenasa; Ribulosa 1,5-difosfat carboxilasa; Ribulosa 1,5-difosfat carboxilasa/oxigenasa; Ribulosa bifosfat carboxilasa; Ribulosa bisfosfat carboxilasa-oxigenasa; Ribulosa difosfat carboxilasa; Ribulosa difosfat carboxilasa/oxigenasa; RuBP carboxilasa; RuDP carboxilasa; RubPCasa; Nombre CAS: 9027-23-0.
La RuBisCO és un dels enzims més abundants del planeta i també un dels més antics. L'origen d'aquesta proteïna ancestral pot ser de la terra primitiva (4.500 milions d'anys), ja que havien d'existir abans de l'endocitosi dels plàstids.
S'han fet estudis per a determinar l'estructura i funcionament d'una RuBisCO primitiva, i els resultats han sigut que, a baixes concentracions de CO₂ la RuBisCO ancestral tenia una capacitat inferior de funcionament, en comparació amb la RuBisCO actual. Per tant, es pot deduir una evolució de l'enzim, ja que originalment estava adaptada a les altes concentracions de CO₂. Avui en dia, la RuBisCO esta adaptada a les baixes concentracions de CO₂, tot i així no és gaire eficient perquè també realitza la oxigenació. Per tant, la RuBisCO primitiva era més eficient (en aquella època) a causa de les altes concentracions de CO₂ i la mínima presència d'O₂.

## Estructura

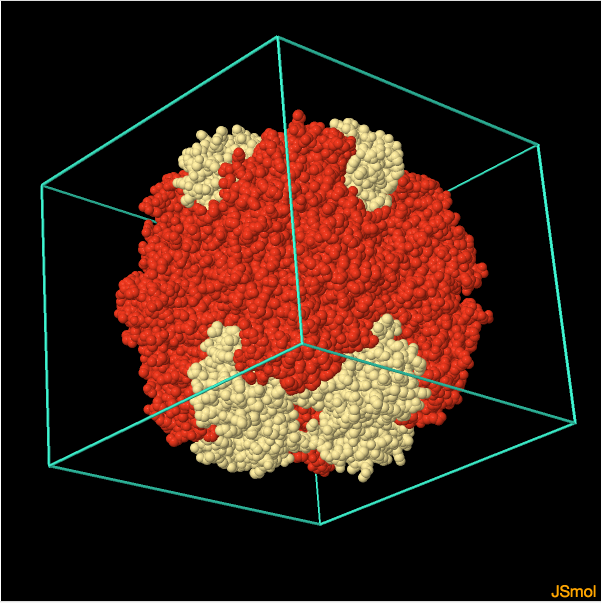
Simetria D4. Subunitats S en les capes inferior i superior.

La RuBisCo de les plantes majors i de la majoria de microorganismes fotosintètics té una estructura quaternària formada per 16 polipèptids (L₈S₈), és a dir, està format de vuit subunitats grans (rbcL) i de vuit subunitats petites (rcbS). En el cas d'alguns bacteris fotosintètics, l'enzim està format per un dímer L₂, on la subunitat L té una homologia de seqüència del 28% i és estructuralment similar a l'enzim L₈S₈.
Els estudis de difracció de raig X demostren que la proteïna té una simetria D4 (simetria d'un prisma quadrat), i que totes les subunitats L i S tenen una estructura tridimensional idèntica. Quatre de les subunitats S (S₄) tapen la part superior del complex, i les altres quatre (S₄) tapen la part inferior.

### Subunitat L (rbcL)
Aquesta proteïna consta de 475 aminoàcids, i està codificada per l'ADN del cloroplast.
La subunitat consisteix en dos dominis: els residus 1 al 150, formen cinc cadenes β, i els residus 151 a 475 es pleguen en un barril α/β. En la boca del barril de la rbcL és on es troben els llocs catalítics de l'enzim (175 i 294); però hi ha més llocs d'unió per tota la subunitat.  
| Llocs de funció | Posició | Descripció                          |
| --------------- | ------- | ----------------------------------- |
| Lloc d'unió     | 123     | Substrat                            |
| Lloc d'unió     | 173     | Substrat                            |
| Centre actiu    | 175     | Acceptor de protons                 |
| Lloc d'unió     | 177     | Substrat                            |
| Unió metàl·lica | 201     | Magnesi                             |
| Unió metàl·lica | 203     | Magnesi                             |
| Unió metàl·lica | 204     | Magnesi                             |
| Centre actiu    | 294     | Acceptor de protons                 |
| Lloc d'unió     | 295     | Substrat                            |
| Lloc d'unió     | 327     | Substrat                            |
| Lloc            | 334     | Estabilitzador d'estat de transició |
| Lloc d'unió     | 379     | Substrat                            |

Els ions de magnesi (Mg2+) s'uneixen al centre actiu, i són molt importants per a l'activitat enzimàtica, ja que provoca la formació de carbamats (grups funcionals). La formació d'aquests carbamats es veu afavorida en un pH alcalí, i alhora, la llum provoca l'augment del pH i de la concentració de Mg2+.
A més, dins del barril α/β també s'hi poden unir inhibidors que actuen com a reguladors enzimàtics.

### Subunitat S (rbcS)
Aquesta proteïna consta de 123 aminoàcids, i està codificada per l'ADN del nucli (gen nuclear). 
La subunitat consisteix en quatre lamines β antiparal·leles, i dos α-hèlix. S'ha intentat demostrar que la funció de la subunitat S és regulatoria (en analogia amb altres enzims), pero aquests intents no han sigut exitosos, per tant, la seva funció és desconeguda de moment.   

## Funcions
L'enzim RuBisCO té un doble comportament que justifica el seu nom científic de ribulosa-1,5-bifosfat carboxilasa oxigenasa. Per una part, aquest enzim és el responsable de la fixació del CO₂ atmosfèric a una forma orgànica, el que explica la seva classificació com a carboxilasa. La nomenclatura d'oxigenasa, per altra part, respon a la seva relació amb el procés de la fotorespiració.
En ambdós casos la RuBisCO té com a substrat la ribulosa-1,5-bifosfat (RuBP), per la qual cosa aquest enzim és capaç de catalitzar tant la carboxilació com l'oxigenació d'aquesta molècula.

### Rubisco com a carboxilasa

#### Participació de la RuBisCO en el cicle de Calvin com a carboxilasa: visió global[2]
El Cicle de Calvin i la fixació de CO₂ per la RuBisCO és un procediment propi dels organismes autòtrofs i no només dels organismes fotosintetitzadors típics. Així doncs, aquest procés és dut a terme tant per cianobacteris, algues eucariotes i plantes com per arqueus i bacteris dotats de metabolismes fotosintetitzadors o quimiosintetitzadors diversos.
En el cicle de Calvin podem distingir dues etapes:

##### Etapa 1
Es tracta de la fase de producció. En ella, gràcies a la RuBisCO, a nou molècules d'ATP i a sis de NADPH, té lloc la reacció de tres molècules de ribulosa-5-fosfat (Ru5P) amb tres molècules de CO₂.
En aquesta etapa es succeeixen reaccions de carboxilació, fosforilació i reducció que donen com a resultat final sis molècules de gliceraldehid-3-fosfat (GAP).

##### Etapa 2
Es tracta de la fase de recuperació. Aquí els àtoms de carboni dels 5 GAP restants (un d'ells passa a diferents reaccions de biosíntesi) són repartits per una sèrie de reaccions químiques que tenen lloc als cloroplasts i que són molt similars a les reaccions de la via de les pentoses fosfat. Així, a través d'una successió de composts de quatre, cinc i set àtoms de carboni és possible recuperar les tres molècules de Ru5P amb les que va començar el cicle.
La importància biològica de la RuBisCO com a carboxilasa radica essencialment en aquesta primera part del cicle de Calvin i, més concretament, en la reacció de fixació del CO₂ a la ribulosa-1,5-bifosfat, una pentosa activada energèticament.

#### Participació de la RuBisCO en el cicle de Calvin com a carboxilasa: reacció específica[2]
En el procés de carboxilació de la RuBP catalitzat per la RuBisCO s'obté un compost inestable de sis àtoms de carboni, que posteriorment es trencarà donant lloc a dues molècules d'àcid-3-fosfoglicèric (3PG).

Tot seguit, aquests productes seran incorporats a cicles d'obtenció d'energia i matèria orgànica del ésser viu, gràcies a l'entrada de l'àcid-3-fosfoglicèric a la glicòlisi o a reaccions de formació de sucres més complexos.

Aquesta imatge mostra la reacció de carboxilació de la ribulosa-1,5-bifosfat [1] catalitzada per la RuBisCO. En aquesta reacció es succeixen elements intermedis com l'enolat [2] i el β-cetoàcid [3]. El producte final és un compost inestable de sis àtoms de carboni que s'escindeix en dues molècules de 3PG [4].

De manera més detallada, la reacció específica de carboxilació de la RuBisCO, pot ésser dividida en diferents etapes:
- En primer lloc es produeix la fosforilació de la Ru5P mitjançant l'enzim fosforribuloquinasa. En aquesta reacció s'obté com a producte la ribulosa-1,5-bifosfat (RuBP), que serà la molècula sobre la qual actuarà la RuBisCO.

- Un cop formada la RuBP, la RuBisCO produeix la sostracció d'un protó del C3 d'aquesta molècula, reacció que genera un enolat.

- Aquest enolat ataca nucleòfilament al CO₂, donant com a resultat a un β-cetoàcid.

Per acabar, el β-cetoàcid obtingut és ràpidament atacat en la seva posició C3 per l'H₂O per donar un adducte, que s'escindeix donant com a producte final dues molècules de 3PG.
Aquest mecanisme específic d'actuació de la RuBisCO no està reconegut científicament, encara que existeixen una sèrie d'evidències que recolzen aquesta hipòtesi:
- El protó de C3 de la RuBP unida a l'enzim s'intercanvia amb el solvent, un fet compatible amb la possible existència de l'enolat.

- El àtoms d'oxigen de C2 i C3 es mantenen units amb els seus respectius àtoms de carboni, el que elimina possibles mecanismes amb participació d'adductes covalents.

- La captura de l'intermediari β-cetoàcid mitjançant la reducció del borohidrur i la estreta relació enzimàtica dels seus anàlegs (com CA1P i CABP) donen evidències sòlides sobre l'existència d'aquest intermediari.

En qualsevol cas, la reacció global és altament exergònica (∆Gº= -35,1 Kj /mol) i la major part de tota aquesta força impulsora és proporcionada pel trencament de l'intermediari β-cetoàcid.

### Rubisco com a oxigenasa

Reacció d'oxigenació catalitzada per la RuBisCO. La RuBP [1] reacciona amb una molècula d'oxigen per donar com a resultat 3PG [5] i 2PG [4]. Aquest útim producte es transforma en 3PG durant la fotorespiració, a través de la utilització d'energia i poder reductor. Cal destacar per acabar, la gran semblança d'aquest respecte l'anterior.

La RuBisCO és també capaç d'utilitzar l'O₂ com a substrat alternatiu al CO₂  a través d'una reacció d'oxigenació. Així doncs, la ribulosa-1,5-bifosfat pot ésser també oxigenada.
En la reacció de la oxigenasa l'O₂ reacciona amb el segon substrat de la RuBisCO (RuBP) per formar àcid-3-fosfoglicèric (3PG) i 2-fosfoglicolat (2PG).
El mecanisme específic de la reacció d'oxigenació catalitzada per la RuBisCO té una gran similitud amb el mecanisme corresponent a la reacció de carboxilació catalitzada pel mateix enzim. Així doncs, tant en l'un com en l'altre té lloc la participació d'intermediaris comuns (enediolat) i molècules estructuralment semblants.

#### Participació de la RuBisCO en la fotorespiració com a oxigenasa[8]
En la reacció d'oxigenació de la RuBP, la RuBisCO catalitza la producció d'una molècula de 3PG, la qual es metabolitza a través de cicle de Calvin, i una molècula de 2PG. Aquest últim producte amb dos àtoms de carboni és transformat a àcid glicòlic per acció de l'enzim 2-fosfoglicolatfosfatasa i, a partir d'aquí, es succeeixen una sèrie de reaccions químiques que tenen com a producte final una molècula de 3PG, la qual pot ésser assimilada de nou pel cicle de Calvin. Així doncs, tot aquest conjunt de reaccions enzimàtiques que constitueixen la fotorespiració permeten obtenir, a partir d'una única molècula de RuBP, dues molècules de 3PG amb capacitat per ser introduïdes al cicle de Calvin.

### Altres funcions
Una altra de les funcions atribuïdes a la RuBisCO és la de funcionar com a reserva de nitrogen, sofre i carboni. Aquesta funció es deu al fet que molts dels bioelements invertits en la síntesi de la RuBisCO poden ser recuperats durant la senescència o en una situació de carència de nutrients, doncs les rutes catabòliques de la RuBisCO poden activar-se en aquests casos. Així, la cèl·lula pot redirigir tots aquests elements essencials cap a altres destins en situació crítica.
Per acabar, degut a la elevada concentració de centres actius en la RuBisCO capaços d'unir sucres de fosfat i NADPH, s'ha proposat la funció de la RuBisCO com a tampó metabòlic, regulant la concentració de diversos metabòlits a l'estroma.

## Propietats

### Localització
La RuBisCO es troba en bacteris, eucariotes i arquea. Als éssers vius fotosintètics, com les plantes, es troba a la superfície estromal de la membrana dels cloroplasts.
És l'enzim més important que hi ha, ja que tota la vida de la Terra en depèn d'ell.

### Relació entre la baixa velocitat i les altes concentracions de la RuBisCO
L'enzim de la RuBisCO és molt abundant en el cloroplast. Ocupa el 50% de les proteïnes de les fulles. De fet, es creu que la RuBisCO és un dels enzims més abundants del planeta. Hi ha una relació entre aquesta gran concentració de RuBisCO i la seva velocitat. La RuBisCO té una velocitat extremadament baixa, la seva velocitat màxima (vmàx) és de 3s-1. Això vol dir que, només processa tres molècules de CO₂ per segon, mentre que altres enzims en processen centenars per segon. Les cèl·lules dels vegetals han de compensar aquesta baixa velocitat creant més quantitat de l'enzim, ja que si no hi hagués aquesta gran quantitat el seu treball seria insuficient. A l'any es sintetitzen aproximadament 4 x 10⁹ tones i aquestes fixen aproximadament 1011 tones de CO₂ a l'any. Amb la llum, té lloc un augment de l'activitat de la RuBisCO.

### Inespecificitat[9]
Un dels principals errors de la RuBisCO és la seva inespecificitat o ineficiència.
El primer pas del Cicle de Calvin és la fixació del CO₂ en hidrats de carboni, aquesta reacció és catalitzada per la RuBisCO. El problema, es que la RuBisCO a vegades també reacciona amb l'oxigen, per això rep el nom d'oxigenasa. En aquesta reacció la RuBisCO reacciona amb l'O₂ formant 3PG i 2-fosfoglicolat (2PG). Aquest últim és hidrolitzat a glicolat, i després oxidat per donar lloc a CO₂. Aquest procés, com ja hem vist, s'anomena fotorespiració, que no produeix energia, sinó que la consumeix, i a part fa el procés contrari que a la fotosíntesi. Això fa que el consum d'energia (ATP i NADPH) limiti la fotosíntesi.
Normalment, la velocitat de fixació del CO₂ està per sobre de la fotorespiració, però quan augmenta la temperatura, també augmenta el punt de compensació de CO₂. El punt de compensació del CO₂ és el moment en què hi ha una determinada concentració de CO₂, i en el qual la velocitat de la fotosíntesi és igual a la de la fotorespiració. Aquest augment es produeix perquè la funció de la RuBisCO d'oxigenasa augmenta amb més velocitat que la de carboxilasa, amb la temperatura. La temperatura òptima de la RuBisCO és 25 °C per plantes que han crescut a baixes temperatures, i 30 °C per plantes que han crescut a altes temperatures (en el cas de la Spinacia oleracea).
Una de les possibles explicacions per la inespecificitat de la RuBisCO és que l'oxigen i el carboni tenen formes i propietats semblants, i la RuBisCO no els sap diferenciar. Aquesta falta de capacitat de diferenciació es podria explicar a partir de la història. La RuBisCO va sorgir a principis de l'evolució. En aquells moments l'atmosfera era rica en CO₂ i l'O₂, pràcticament no hi existia. Per tant, l'enzim, en els seus orígens, treballava en un medi completament invers al actual, que hi ha grans concentracions de O₂. Per tant, la fotorespiració comença a aparèixer i ser important fa 60 milions d'anys, quan les concentracions de CO₂ baixen dràsticament. Per aquest motiu, es podria dir que avui en dia encara s'utilitza el mateix enzim que va aparèixer en un medi totalment contrari.
Tot i això, a través de l'evolució, la RuBisCO ha millorat la seva preferència per la carboxilació. Per exemple, a les plantes superiors és vuit vegades més específic en la carboxilació que en altres bacteris fotosintètics.
Algunes plantes han millorat aquests mecanismes concentrant el CO₂ al voltant de la RuBisCO per millorar la seva eficiència enzimàtica, al tenir més facilitat en trobar-lo.
A la Universitat de Cambridge s'està investigant com millorar el procés de la fotosíntesi per un futur pròxim, com millorar l'eficiència de l'agricultura, i una de les investigacions serà tractar de millorar l'eficiència de la RuBisCO, com ja han fet altres plantes.

### Factors que afecten a les propietats de la RuBisCO: H₂O₂ i temperatura
Les propietats de la RuBisCO es veuen modificades per les concentracions de H₂O₂. Quan hi ha baixes concentracions H₂O₂ (0,2-10 mM) les propietats varien mínimament. En canvi, si tenim grans concentracions de H₂O₂ (10-200 mM) es produeixen canvis més significants. Es produeix una pèrdua d'estructura secundària i terciària, formant una superfície hidrofòbica i creant enllaços entre les diferents subunitats. Un altre efecte, seria un possible creixement de la sensibilitat de la desnaturalització a altes temperatures.
Està demostrat que els ponts disulfur ajuden a protegir l'enzim del H₂O₂ i, per tant, de les seves conseqüències.
Respecte als efectes de la temperatura, altes temperatures produeixen un canvi conformacional, en l'estructura, de la RuBisCO. Això fa que l'afinitat de la RuBisCO pel CO₂, es vegi impossibilitada. En canvi, altes temperatures també produeixen una increment de la sensibilitat per l'O₂. Això explicaria que la temperatura òptima de la fotorespiració sigui 20 °C més gran que a la fotosíntesi.
El pH és un altre factor que modificaria les propietats de la RuBisCO. Això es pot explicar a partir dels pH òptims, tant de l'oxigenació (procés que es produeix en fotorespiració) com de la carboxilació. El pH òptim de l'oxigenació és 9'4, mentre que el de la carboxilació és 7'9. Aquestes dades demostrarien que a un pH més alt l'afinitat per l'oxigen seria major.

## Regulació enzimàtica
Degut a la funció dual de la RuBisCO, la seva activitat enzimàtica ha d'estar fortament regulada. No s'ha de confondre la RuBisCO amb una proteïna moonlighting, ja que la seva activitat com a oxigenasa no té funcionalitat metabòlica. Per tant, els mecanismes de regulació naturals de l'activitat d'aquest enzim estan destinats a evitar la fotorespiració.

### Activació de la RuBisCO

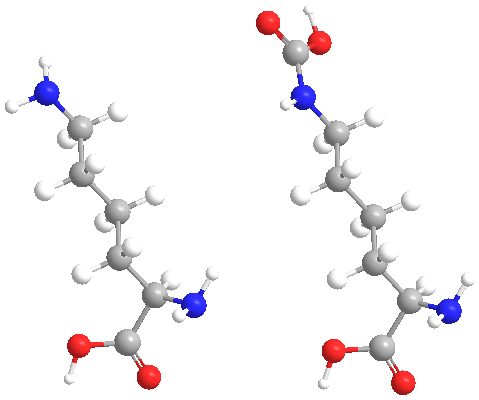
A l'esquerra s'observa una lisina i a la dreta una lisina carbamilada

L'activació i desactivació de l'enzim es troba resumida a la imatge inferior. El procés d'activació de l'enzim consta de dues fases. La primera és la unió d'una molècula de CO₂ al grup amino de la cadena lateral de la Lys-201, aminoàcid present en el centre actiu de la proteïna, aquesta reacció s'anomena carbamilació. Passat aquest procés, s'estabilitza el carbamat resultant amb un ió Mg2+. La lisina 201 és un aminoàcid essencial per al funcionament de l'enzim i s'ha observat que moltes plantes la comparteixen.

### Inhibició amb glúcids fosfatats
Tant la forma carbamilada com la no-carbamilada es poden inhibir. Aquest procés és reversible i està regulat per l'enzim RuBisCO activasa. La unió d'un inhibidor al centre catalític de la proteïna provoca un canvi estructural que la impossibilita físicament per realitzar qualsevol funció (tant la de carboxilasa com la d'oxigenasa). L'enzim RuBisCO activasa, hidrolitzant ATP, trenca aquesta unió i d'aquesta manera queda assegurat que el centre actiu queda lliure quan sigui necessari.
Els inhibidors naturals acostumen a ser fosfats de glícids, ja siguin fosfats d'intermediaris del cicle de Calvin (RuBP o ribulosa-1,5-bisfosfate, XuBP o D-xilulosa-1,5-bisfosfat) o fosfats semblants als intermediaris d'aquest (PDBP o D-glicero-2,3-pentodiulosa-1,5-bisfosfat, CA1P o 2-carboxi-D-arabinitol 1-fosfat). Durant el dia els únics inhibidors funcionals són el RuBP, XuBP i el PDBP. Els dos primers són capaços d'inhibir la RuBisCO en el seu estat no carbamilat mentre que l'últim té un paper molt important en la regulació de la fotorespiració.
En condicions que afavoreixen l'activitat d'oxigenasa de l'enzim, ja sigui pel tancament dels estomes (lloc pel qual la planta adquireix el CO₂) o per l'augment de la temperatura (la solubilitat i afinitat de l'O₂ és més alta que la del CO₂ en temperatures elevades), té lloc la fotorespiració. El PDBP és sintetitzat a partir de l'eliminació d'una molècula de H₂O₂ d'un dels intermediaris d'aquest procés. Aquesta síntesi ocorre 1 vegada per cada 260 cicles, provocant una acumulació gradual d'aquest inhibidor que acaba desactivant totes les RuBisCOs.

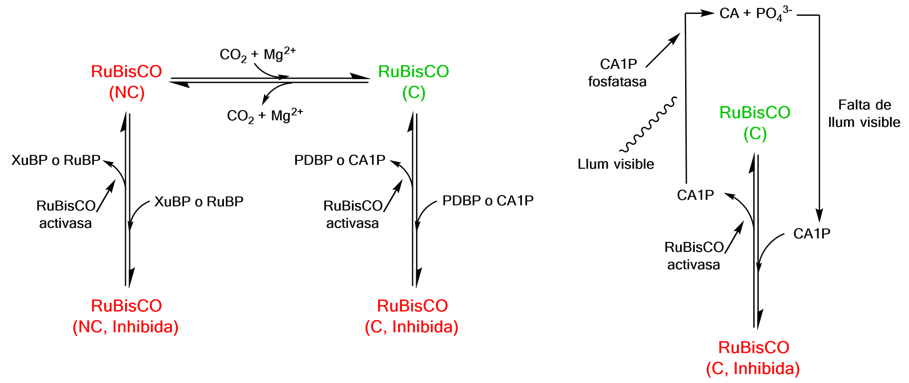
Regulació enzimàtica de la RuBisCO amb els glúcids fosfatats que hi intervenen. Les RuBisCOs en vermell són les inactives i les verdes les actives. Les lletres NC i C indiquen l'estat de l'enzim: No Carbamilat o Carbamilat.

El CA1P és l'encarregat d'inhibir aquesta proteïna durant la nit, quan no té lloc la fotosíntesi.
La inhibició/desinhibició de la RuBisCO està regulada per dos enzims: la RuBisCO activasa (desinhibició gastant ATP) i la CA1P fosfatasa. Durant el dia la RuBisCO activasa desinhibeix la proteïna alliberant el CA1P del centre actiu i, posteriorment, la fosfatasa corresponent s'encarrega de descompondre el CA1P lliure en CA (2-carboxi-D-arabinitol) i Pi (fosfat inorgànic). D'aquesta manera el CA1P alliberat no inhibirà la RuBisCO novament.
Durant la nit, però, el procés de fosforilació té lloc espontàniament formant de nou CA1P que desactiva la RuBisCO. Així la planta regula la inhibició i desinhibició de la proteïna, inhibint-la durant la nit, quan tot el ATP i el NADPH és obtingut mitjançant la glicòlisi, la fosforilació oxidativa i a partir de les pentoses. Si no s'inhibís la RuBisCO, entre d'altres enzims, aquesta energia generada catabòlicament aniria a parar al cicle de Calvin el qual és inútil durant la nit.

### Altres inhibidors de la RuBisCO
S'ha observat que hi ha substàncies capaces d'inhibir la RuBisCO tals com el (NH₄)₂SO₄, l'arsenit, el p-cloromercuribenzoat, i els ions CN-, Hg2+ i Ce3+.

### Regulació de la RuBisCO activasa
La RuBisCO activasa és l'enzim encarregat de desinhibir la RuBisCO. En ser un enzim és lògic pensar que pugui tenir la seva pròpia regulació. S'ha observat experimentalment que aquest enzim podria tenir llocs al·lostèrics en els quals hi participen ions magnesi.
Se sap que les molècules d'ATP (o adenosina trifosfat), en condicions fisiològiques, es troben desprotonades (els tres fosfats tenen càrrega -1 a conseqüència de la manca del protó H+). Per aquest motiu, un ió de Mg2+ acompanya aquests ATPs per tal d'estabilitzar aquesta densitat de càrrega negativa, formant un compost de coordinació. S'ha observat que el catió Mg2+ és crucial per a la correcta activació d'aquest enzim regulador de la RuBisCO, ja que la manca de l'ió no permet l'activació del enzim. Les molècules d'ATP sense l'ió magnesi competeixen amb les ATP amb Mg2+ per a unir-se al centre actiu de la RuBisCO activasa, provocant que aquesta no pugui activar la RuBisCO. Per tant, es dedueix que el substrat mínim d'aquesta activasa és un ATP·Mg2+.
No obstant, l'activitat d'aquest enzim es veu incrementada per l'excés de ions de Mg2+ lliures, el qual té una concentració més elevada durant el dia dins els cloroplasts. Aquest fet fa pensar que hi pugui haver un altre tipus d'interacció entre aquesta proteïna i aquests ions, els llocs al·lostèrics.
Per tant, la concentració d'ions Mg2+ lliures influeix en el correcte funcionament de l'enzim que activa la RuBisCO, i conseqüentment, tot i que en aquest cas sigui de manera indirecta (per a carbamilar la RuBisCO intervé directament), també influeix en l'activitat enzimàtica d'aquesta.